# Pseudolestes mirabilis
Famille
Genre
Espèce
Pseudolestes mirabilis est une espèce monotypique de libellules dans la famille des Pseudolestidae (sous-ordre des Zygoptères). Cette espèce était autrefois comprise dans la famille des Amphipterygidae. 

## Répartition
Cette espèce se rencontre uniquement sur Hainan, une île tropicale au Sud de la Chine.

## Description
Chez Pseudolestes mirabilis, le front et les pièces buccales sont d'un bleu azur contrastant avec ses yeux noirs. Les ailes antérieures sont noires avec une tache ovale orange ambrée en son centre et une autre, à la marge de l'aile. Elles sont plus trapues et pratiquement un tiers plus courtes que les ailes postérieures. Celles-ci sont transparentes. Le thorax est noir métallique avec de fines bandes thoraciques jaunes. L'abdomen est complètement noir avec des reflets métalliques.
Dans sa description, William Forsell Kirby indique que les spécimens en sa possession (trois femelles et trois mâles) mesurent entre 35 et 37 mm avec les ailes antérieures mesurant entre 56 et 60 mm et postérieures entre 42 et 45 mm.

## Publication originale
- (en) W. F. Kirby, « On a small collection of Odonata (Dragonflies) from Hainan, collected by the late John Whitehead », Annals and Magazine of Natural History, Londres, Taylor & Francis, vol. 5, no 30,‎ juin 1900, p. 530–539 (ISSN 0374-5481, OCLC 1481361, DOI 10.1080/00222930008678327, lire en ligne).